# Acordo de Paz de Lomé
O Acordo de Paz de Lomé foi um acordo de paz assinado em 7 de julho de 1999 entre as partes beligerantes da guerra civil que arruinou a Serra Leoa por quase uma década. O presidente Ahmad Tejan Kabbah assinou com o líder da Frente Revolucionária Unida (RUF), Foday Sankoh, e concedeu a Sankoh uma posição no governo de transição, bem como a anistia para ele e todos os combatentes. O acordo foi designado de Lomé, a capital do Togo, onde as negociações foram realizadas e onde o acordo foi assinado.